# Gabriel Vinícius
Pour les articles homonymes, voir Martins et Vinícius.
Gabriel Vinícius de Oliveira Martins, né le 28 novembre 1992 à São José do Rio Pardo (Brésil), est un réalisateur, journaliste et producteur brésilien.
En 2016, il fonde Media Filmes, qui réalise et participe à plusieurs publicités, clips, courts métrages et productions audiovisuelles pour des artistes et des marques telles que Greenpeace, Mitsubishi Motors, NBA, Carne Doce et Rodrigo Tavares.